# Klaus Meine
Klaus Meine (Hannover, Njemačka, 25. svibnja 1948.) njemački je pjevač, najpoznatiji kao glavni vokalist njemačkog hard rock sastava Scorpions. Gitarist Rudolf Schenker i on jedini su članovi sastava koji se pojavljuju na svakom albumu sastava. Meine nalazi se na 22. mjestu ljestvice "Najbolji Heavy Metal Pjevači" iz 2006. godine.

## Biografija
Meine je poznat po jedinstvenom tenor glasu, koji može pjevati sve od najviših nota do onih mirnih balada.
Meine napisao je većinu teksta za pjesme Scorpiona. Također dijeli autorstvo nekih pjesama s bivšim bubnjarom Hermanom Rarebellom, kao što je na primjer svjetski hit "Rock You Like a Hurricane". Meine je također skladao hitove "Wind of Change", "You and I", "But the Best for You", "Does Anyone Know", "A Moment in a Million Years", "Moment of Glory", "I Wanted to Cry", "Back to You", "My City, My Town", "Follow Your Heart", "Rock'n' Roll Band", "The World We Used To Know" i "Who We Are".
Godine 1981., nakon svjetske turneje, tijekom snimanja Blackout albuma, Meine je izgubio glas do granica gdje mogao ni pričati kako treba. Meina je savjetovao doktor da potraži novi zanat zbog zadobivenih problema s glasom. Ipak, Scorpionsi su ostali zajedno, te se Maine nakon dvije operacije oporavio i vratio na scenu.
Godine 1990., Meine je nastupao na "Live In Berlin" izlaganju Rogera Watersa "The Wall." Meine je bio vrhunac tijekom svog nastupa. Godine 2000., nagrađen je plaketom rodnog grada Hannovera.
Pored Scorpionsa, također je surađivao s "Bridge to Heaven", "Send Me An Angel," "Bigger than life", "Keep the World Child" i "Jerusalem of Gold", s izraelskim pjevačem Liel Koletom; u "Bis wohin reicht mein Leben" s Rilke Projekt; "Wind of Change". Također je sudjelovao u pjesmi projekta metal opere Tobiasa Sammeta "Dying For an Anglel". Također se pojavljuje i u video spotu za pjesmu.

## Diskografija
Scorpions
- Lonesome Crow (1972.)
- Fly to the Rainbow (1974.)
- In Trance (1975.)
- Virgin Killer (1976.)
- Taken by Force (1977.)
- Tokyo Tapes (1978.)
- Lovedrive (1979.)
- Animal Magnetism (1980.)
- Blackout (1982.)
- Love at First Sting (1984.)
- World Wide Live (1985.)
- Savage Amusement (1988.)
- Crazy World (1990.)
- Face the Heat (1993.)
- Live Bites (1995.)
- Pure Instinct (1996.)
- Eye II Eye (1999.)
- Moment of Glory (2000.)
- Acoustica (2001.)
- Unbreakable (2004.)
- Humanity: Hour I (2007.)
- Sting in the Tail (2010.)
- Comeblack (2011.)
- Return to Forever (2015.)